# Obuch

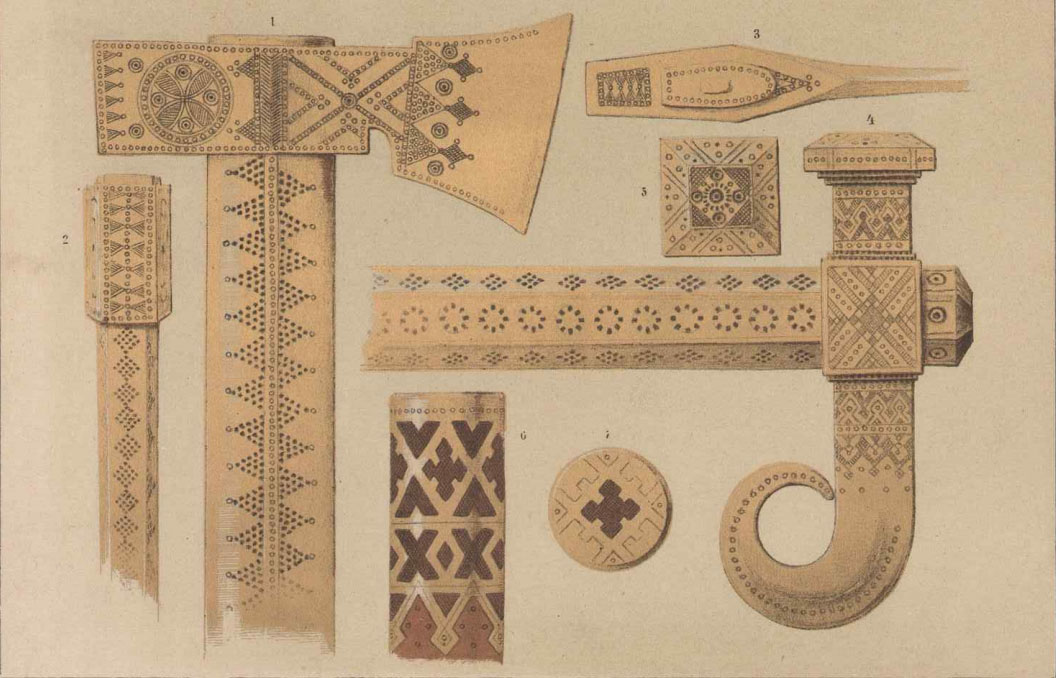
Głowica huculskiego obuszka (po prawej)

Obuch,  obuszek, obuszysko – broń biała z zawiniętym w dół dziobem (różniąca się tym od nadziaka) i młotkiem po jego przeciwległej stronie. Stosowany od XVI do XVIII wieku przez szlachtę polską, zwykle miał drzewce długości 80–100 cm i był noszony w formie laski. Była to broń często używana w pojedynkach i burdach. Miał być bezpieczniejszy od nadziaka, z którego powstał, ale różnica nie była wielka, stąd obowiązywał zakaz wnoszenia tego typu broni na sejmiki, a także do niektórych kościołów.
W dawnej Polsce noszenie obuszków było tak powszechne, że powstało nawet rymowane powiedzenie:
"Bez karabeli ani z pościeli, bez obuszka ani od łóżka."
W Polsce przyjęło się rozróżniać tego typu broń według rodzaju zakończenia: jeśli ma ostry, prostopadły dziób, jest to nadziak; jeśli dziób jest podwinięty w dół, to obuch; jeśli ma formę toporka, to czekan. Najczęściej po przeciwległej stronie ostrza znajdował się młotek.